# Деулофеу, Жерар
Жера́р Деулофе́у Ла́заро (кат. Gerard Deulofeu Lázaro, испанское произношение: [ɟʝeˈɾaɾ ðewloˈfew ˈlaθaɾo]; род. 13 марта 1994, Риударенес, Испания) — испанский футболист, нападающий. Его фамилия (Deulofeu) означает на каталонском «его сотворил Бог».
Он начал свою карьеру в «Барселоне», впервые появившись в первой команде в возрасте 17 лет, и был отдан в аренду «Эвертону» и «Севилье», прежде чем присоединиться к первой на постоянной основе летом 2015 года. После успешного периода аренды в итальянском «Милане» он вернулся в «Барселону» в июне 2017 года, а затем был отдан в аренду «Уотфорду» в январе 2018 года; позже в том же году «Уотфорд» подписал с ним контракт напрямую.
Деулофеу также выступал за молодёжные сборные Испании, более 80 раз представлявшим страну на уровнях до 16, до 17, до 19, до 20 и до 21 года. В 2012 году он был назван Золотым игроком чемпионата УЕФА среди юношей до 19 лет. В 2014 году он дебютировал в составе сборной Испании по футболу.

## Клубная карьера

### «Барселона»
Родившийся в Риударенесе, Жирона, Каталония, Деулофеу поступил в молодёжную академию Барселоны в 2003 году в возрасте девяти лет. В 2005 году он был переведен в команду U-13. 2 марта 2011 года, все ещё числясь в юниорской команде, он дебютировал в старшей команде, выступив за команду «Б» в выездной победе со счетом 4:1 против Кордовы в Сегунде, выйдя на замену Эдуарду Ориолу на 75-й минуте.
В конце апреля 2011 года Деулофеу был впервые вызван в старшую команду на матч Ла Лиги против «Реал Сосьедада» 29 апреля, но не покинул скамейку запасных после поражения на выезде со счетом 2:1. 29 октября он дебютировал на профессиональном уровне в основном составе, заменив Сеска Фабрегаса на 63-й минуте домашнего успеха лиги 5:0 против «Мальорки».
16 сентября 2012 года Деулофеу забил свой первый гол за команду «Б», проиграв на выезде «Эркулесу» со счетом 2:1. Деулофеу забил 18 голов за команду «Б» в сезоне 2012/13, заняв четвёртое место в соревнованиях второго уровня.15 мая 2013 года он подписал профессиональный контракт с первой командой Блауграны, рассчитанный до июня 2017 года.

### Аренда в «Эвертон»
10 июля 2013 года клуб Премьер-лиги «Эвертон» подписал Деулофеу на сезонную аренду. «Ливерпульское эхо» также сообщило, что любая плата за аренду будет отменена, если он появится более чем в 50 % играх своего нового клуба. Он забил в своем дебюте за свой новый клуб, одержав домашнюю победу со счетом 2:1 над «Стивенеджем» во втором раунде Кубка лиги 29 августа.
30 ноября Деулофеу забил свой первый гол в лиге за «Ирисок», открыв счет в домашнем матче против «Сток Сити» со счетом 4:0. Его второй гол произошел восемь дней спустя, после удара на 85-й минуте против «Арсенала», который принес ничью 1:1.
14 декабря 2013 года Деулофеу получил травму подколенного сухожилия во время победы «Эвертона» со счетом 4:1 над «Фулхэмом», которая оставила его в стороне на пять недель. Он забил свой третий и последний гол 15 марта следующего года, открыв счет в домашней победе со счетом 2:1 над «Кардифф Сити». Он помог своей команде набрать 72 лучших очка в Премьер-лиге, заняв пятое место, и в конце кампании «Барселона» подтвердила, что он не вернется на второй период аренды, так как был переведен в их первую команду; он написал открытое письмо, в котором поблагодарил персонал, игроков и болельщиков за их поддержку во время его пребывания.

### Аренда в «Севилью»
Деулофеу, выступает за «Барселону Б» в 2012 году.
В мае 2014 года Деулофеу получил место в первой команде от нового менеджера «Барселоны» Луиса Энрике. Однако 14 августа 2014 года «Севилья» достигла соглашения с «Барселоной» о предоставлении Деулофеу в аренду на предстоящий сезон, при этом игрок признал, что «удивлен» решением Энрике.
Будучи неиспользованной заменой в домашней ничьей 1:1 против Валенсии, Деулофеу дебютировал 30 августа, заменив Витоло на 73-й минуте гостевой победы 2:1 над «Эспаньолом». Он дебютировал в Лиге Европы УЕФА 18 сентября, начав и отдав голевые передачи за оба гола в домашней победе со счетом 2:0 над «Фейеноордом».
24 сентября Деулофеу забил свой первый гол за андалузцев (а также свой первый в истории в высшем дивизионе Испании), став победителем игры в домашнем успехе над «Реал Сосьедадом». Его аренда считалась крайне неудачной, испанская газета Marca назвала его в своей Ла Лиге «Худшей командой сезона».

### Возвращение в «Эвертон»
Деулофеу присоединился к «Эвертону» на постоянной основе 1 июля 2015 года за трансферную плату в размере 4,2 миллиона фунтов стерлингов. Он забил свой первый гол в качестве постоянного игрока «Эвертона» со штрафного на стадионе Мадейски, и выиграли 2:1 у «Рединга» в третьем раунде Кубка лиги. Его первый гол в лиге с момента его перехода был забит 1 ноября, первый гол в разгроме «Сандерленда» со счетом 6:2.

### Аренда в «Милан»
23 января 2017 года Деулофеу присоединился к «Милану» на правах аренды до конца сезона 2016-17. Два дня спустя он дебютировал в составе «Милана» в четвертьфинальном матче Кубка Италии против «Ювентуса», выйдя на замену Карлосу Бакке после поражения со счетом 1:2. 29 января он дебютировал в чемпионате, заменив травмированного Джакомо Бонавентуру, проиграв с тем же счетом «Удинезе». 8 февраля Деулофеу сделал свою первую голевую передачу, низкий пас через ворота в сторону Марио Пашалича, в выездной победе 0:1 против "Болоньи", а 11 дней спустя он забил свой первый гол за Россонери в победе 2:1 против Фиорентины на Сан-Сиро.

### Возвращение в «Барселону»
30 июня 2017 года Деулофеу вернулся в Барселону, так как клуб активировал для него пункт о выкупе. 21 октября он забил свой первый гол за клуб, открыв счет на 2-й минуте в матче против «Малаги» со счетом 2:0.

### «Уотфорд»
29 января 2018 года было объявлено, что Деулофеу должен присоединиться к «Уотфорду» на правах аренды до конца сезона. 5 февраля 2018 года он забил свой первый гол в составе «Уотфорда» в матче Премьер-лиги против «Челси» со счетом 4:1.
11 июня 2018 года «Уотфорд» подписал с Деулофеу постоянное соглашение за заявленную плату в размере 13 миллионов евро. Он был отстранён от последней игры аренды до тех пор, пока снова не будет доступен для отбора в начале октября из-за «проблем с ногами и бедрами».
22 февраля 2019 года Деулофеу стал первым игроком «Уотфорда», сделавшим хет-трик в Премьер-лиге, забив три гола в победе над «Кардифф Сити» со счетом 5:1.

### «Удинезе»
5 октября 2020 года Деулофеу присоединился к «Удинезе» на правах аренды на сезон.
30 января 2021 года Деулофеу завершил переход в «Удинезе», подписав контракт на три с половиной года.

## Достижения
«Севилья»
- Победитель Лиги Европы 2015

## Статистика выступлений
По состоянию на 8 мая 2019 года
| Выступление      | Выступление      | Выступление      | Лига | Лига | Кубки | Кубки | Еврокубки | Еврокубки | Другие | Другие | Итого | Итого |
| Клуб             | Лига             | Сезон            | Игры | Голы | Игры  | Голы  | Игры      | Голы      | Игры   | Голы   | Игры  | Голы  |
| ---------------- | ---------------- | ---------------- | ---- | ---- | ----- | ----- | --------- | --------- | ------ | ------ | ----- | ----- |
| Барселона Б      | Сегунда В        | 2010/11          | 1    | 0    | 0     | 0     | 0         | 0         | 0      | 0      | 1     | 0     |
| Барселона Б      | Сегунда В        | 2011/12          | 34   | 9    | 0     | 0     | 0         | 0         | 0      | 0      | 34    | 9     |
| Барселона Б      | Сегунда В        | 2012/13          | 33   | 18   | 0     | 0     | 0         | 0         | 0      | 0      | 33    | 18    |
| Барселона Б      | Итого            | Итого            | 68   | 27   | 0     | 0     | 0         | 0         | 0      | 0      | 68    | 27    |
| Барселона        | Примера          | 2011/12          | 1    | 0    | 0     | 0     | 1         | 0         | 0      | 0      | 2     | 0     |
| Барселона        | Примера          | 2012/13          | 1    | 0    | 1     | 0     | 2         | 0         | 0      | 0      | 4     | 0     |
| Барселона        | Примера          | 2017/18          | 10   | 1    | 4     | 1     | 3         | 0         | 0      | 0      | 17    | 2     |
| Барселона        | Итого            | Итого            | 12   | 1    | 5     | 1     | 6         | 0         | 0      | 0      | 23    | 2     |
| → Эвертон        | Премьер-лига     | 2013/14          | 25   | 3    | 4     | 1     | 0         | 0         | 0      | 0      | 29    | 4     |
| Эвертон          | Премьер-лига     | 2015/16          | 26   | 2    | 6     | 2     | 0         | 0         | 0      | 0      | 32    | 4     |
| Эвертон          | Премьер-лига     | 2016/17          | 11   | 0    | 1     | 0     | 0         | 0         | 0      | 0      | 12    | 0     |
| Эвертон          | Итого            | Итого            | 62   | 5    | 11    | 3     | 0         | 0         | 0      | 0      | 73    | 8     |
| → Севилья        | Примера          | 2014/15          | 17   | 1    | 6     | 2     | 5         | 0         | 0      | 0      | 28    | 3     |
| → Севилья        | Итого            | Итого            | 17   | 1    | 6     | 2     | 5         | 0         | 0      | 0      | 28    | 3     |
| → Милан          | Серия А          | 2016/17          | 17   | 4    | 1     | 0     | 0         | 0         | 0      | 0      | 18    | 4     |
| → Милан          | Итого            | Итого            | 17   | 4    | 1     | 0     | 0         | 0         | 0      | 0      | 18    | 4     |
| → Уотфорд        | Премьер-лига     | 2017/18          | 7    | 1    | 0     | 0     | 0         | 0         | 0      | 0      | 7     | 1     |
| Уотфорд          | Премьер-лига     | 2018/19          | 29   | 9    | 2     | 2     | 0         | 0         | 0      | 0      | 31    | 11    |
| Уотфорд          | Итого            | Итого            | 36   | 10   | 2     | 2     | 0         | 0         | 0      | 0      | 38    | 12    |
| Всего за карьеру | Всего за карьеру | Всего за карьеру | 212  | 49   | 28    | 9     | 14        | 0         | 0      | 0      | 254   | 58    |